# Наташа Тасић Кнежевић
Наташа Тасић Кнежевић (Београд, 1977) српска је оперска уметница - сопран и солисткиња у сталном ангажману Опере Српског народног позоришта од јануара 2018. године. Изабрана је 1. августа 2022. године за народну посланицу у 13. сазиву Народне скупштине Србије.
Наташа живи и ствара у Београду, у браку је са Сашом Кнежевићем и има кћерку Марију.

## Образовање и усавршавање
Наташа је прво студирала Саобраћајни факултет у Београду и певала годинама у цркви Светог Георгија као солиста, а онда је, као стипендиста принцезе Јелисавете Карађорђевић уписала Академију лепих уметности, одсек соло певање.
И већ као студент, у класи професорке Јасне Шајновић, примадоне београдске опере и под супервизијом принцезе Јелисавете, почела је да ниже концерте и представе. Одржала је низ хуманитарних концерта чији је циљ био обнова и изградња храмова у Београду и на Косову.
Током студија је била стипендиста Сорош фондације и од стране ОЕБС-а у 2012. години је проглашена једном од наистакнутијих ромкиња у свету.
Усавршавала се радећи са Јасмином Трумбеташ Петровић, Радмилом Бакочевић, Катарином Јовановић, Давидом Бижићем, Ђорђем Нешићем, Иром Сиф, Лиором Мауер, Луси Арне и Мирелом Френи. На великој сцени Народног позоришта успешно је дебитовала у две продукције опере „Кармен” као Фраскита и као Микаела.
Специјалистичке студије на Факултету музичких уметности у Београду завршава у класи професорке Вишње Павловић. Са супругом Сашом Кнежевићем, пијанистом, остварује значајне наступе у Норвешкој, Италији, Словенији, Француској, Хрватској, Естонији, Чешкој, Македонији и Немачкој.

## Професионални ангажман
У сезони 2011/2013. године остварила је сарадњу с Оперским студијом Народног позоришта у Београду где је наступала у Пучинијевој опери „Сестра Анђелика”.
У оквиру оперског студија Народног позоришта у Београду, припремила је и отпевала улоге средњег фаха, а то су Лаурета, Зерлина и Папагена. Учествовала је у представама „Брод плови за Београд” Атељеа 212, у представи Suno e Romengo – Будва град театар, „Страх и његов слуга” у режији Кокана Младеновића – Атеље 212 (БЕЛЕФ и БИТЕФ), представа „Карго-Београд-Софија” (БИТЕФ), „Није све као што изгледа” – Ромско позориште у Инђији. Одржала је низ солистичких концерата у Врњачкој Бањи, Суботици, Трстенику, Београду, Беочину, концертирала је у сарадњи са институтом Сервантес у Београду – циклус Непозната Иберија, а један од најзначајнијих је солистички концерт на БЕМУС-у 2006. године у Скупштини града Београда.

## Награде и признања
- 2008. Друга награда на такмичењу „Лазар Јовановић” у Београду,
- 2009. Трећа награда у Италији на такмичењу „IBLA GRAND PRIZE – Music Competition”.